# Кастийон (Верхние Пиренеи)
Кастийо́н (фр. Castillon, окс. Castilhon) — коммуна во Франции, находится в регионе Юг — Пиренеи. Департамент — Верхние Пиренеи. Входит в состав кантона Ланнемезан. Округ коммуны — Баньер-де-Бигор.
Код INSEE коммуны — 65135.

## География
Коммуна расположена приблизительно в 670 км к югу от Парижа, в 115 км юго-западнее Тулузы, в 20 км к юго-востоку от Тарба.
По территории коммуны протекает река Люз.

## Климат
Климат умеренно-океанический с солнечной тёплой погодой и обильными осадками на протяжении практически всего года.

## Население
Население коммуны на 2010 год составляло 85 человек.
| 1962 | 1968 | 1975 | 1982 | 1990 | 1999 | 2010 |
| ---- | ---- | ---- | ---- | ---- | ---- | ---- |
| 129  | 123  | 112  | 115  | 109  | 98   | 85   |

## Администрация
| Период | Период | Фамилия       | Партия | Примечания |
| ------ | ------ | ------------- | ------ | ---------- |
| 2001   | 2020   | Жан-Мари Винь |        |            |

## Экономика
В 2010 году среди 50 человек трудоспособного возраста (15-64 лет) 42 были экономически активными, 8 — неактивными (показатель активности — 84,0 %, в 1999 году было 62,9 %). Из 42 активных жителей работали 38 человек (22 мужчины и 16 женщин), безработных было 4 (2 мужчин и 2 женщины). Среди 8 неактивных 1 человек был учеником или студентом, 4 — пенсионерами, 3 были неактивными по другим причинам.